# 파이어스타터 (방화벽)
파이어스타터(Firestarter)는 리눅스 커널에 빌드된 넷필터(Iptables/ipchains) 시스템을 사용하는 개인 방화벽 도구이다. 인바운드, 아웃바운드 연결을 모두 통제할 수 있다. 파이어스타터는 방화벽 규칙과 설정을 구성하기 위한 그래픽 인터페이스를 제공한다. 시스템의 모든 네트워크 트래픽을 실시간으로 모니터링하는 기능을 제공한다. 파이어스타터는 또한 포트 포워딩, 인터넷 연결 공유, DHCP 서비스를 위한 기능도 제공한다.
파이어스타터는 자유-오픈 소스 소프트웨어이며 GTK+의 GUI 위젯을 사용한다.

## 같이 보기
- UFW
- Iptables
- 넷필터